# Gary Willis
Gary Willis (født 28. marts 1957 i Texas, USA) er en amerikansk elbassist.
Willis er kendt fra gruppen Tribal Tech. Han har også spillet med bl.a. Allan Holdsworth, Dennis Chambers og Wayne Shorter.
Han har lavet plader i eget navn med bl.a. Kirk Covington på trommer.